# Эра милосердия (фотография)
«Эра милосердия» — фотография российской арт-группы «Синие носы», также известная под названием «Целующиеся милиционеры». Привлекла общественное внимание после запрета экспонировать её на выставке «Соц-арт», которая в октябре 2007 года должна была переехать в Париж из Третьяковской галереи в Москве. Бывший тогда министром культуры России Александр Соколов назвал работу «порнографией» и «позором России».

## О работе
«Эра милосердия» — цветная фотография, созданная в 2004 году в Новосибирске художниками Вячеславом Мизиным и Александром Шабуровым. Изображает двух целующихся мужчин в милицейской форме на фоне зимней берёзовой рощи.
По словам Шабурова, фотография вдохновлена похожей работой художника граффити Бэнкси, изображающей двух целующихся констеблей. Является частью серии «Газетные заголовки», которая буквально иллюстрирует заезженные печатные штампы и включает также произведения «Россия на нефтяной игле», «Россия на газовой трубе», «КГБ взрывает Россию» и другие. Была сделана для выставки «Мода на труд: Как делать общественно значимые произведения искусства», где художники перечислили пародийные алгоритмы делания «социально значимого искусства». «Синие носы», по словам самих художников, не являются «большими поклонниками мужеложества» и не призывают милиционеров «сломя голову записываться в секс-меньшинства». Также они согласились со словами неназванной блогерши: «Это не порнография, а мечта о невозможном, о времени, когда даже милиционеры перестанут мутузить нас дубинками, и все начнут бережнее ко всем относиться…».
До переезда в Париж, работа «Синих носов» успела поучаствовать в их выставке «Мода на труд» в галерее Марата Гельмана весной 2005 года, в 51-й Венецианской биеннале (2005) , а также в выставке «Соц-арт: Политическое искусство в России» в Третьяковской галерее в рамках Второй московской биеннале современного искусства весной 2007 года. Ныне фотографию можно увидеть в Центре Жоржа Помпиду (в Париже) и в Музее актуального искусства ART4.RU (в Москве).

## Скандал в октябре 2007 года
19 октября 2007 года в парижской галерее «Мезон Руж» (La Maison Rouge) было запланировано открытие выставки «Соц-арт: Политическое искусство в России», аналогичной той, что уже прошла в Третьяковской галерее в Москве в рамках Московской биеннале.
Однако 8 октября министр культуры и массовых коммуникаций России Александр Соколов выступил с критикой планирующейся парижской экспозиции, сказав, что «…если она там появится, то это будет тот самый позор России, за который отвечать нам придется уже по полной…», тем более «…после того, как святейший патриарх во Франции говорит о нравственности, о критериях духовности, и первое, что делает Россия — она показывает там порнографию». Работа «Синих носов» была отмечена особо: «Это недопустимо… везти всю эту порнографию, целующихся милиционеров, эротические картинки в Париж». По результатам выступления министра, руководитель Роскультуры Михаил Швыдкой не рекомендовал к вывозу «Эру милосердия» и некоторые другие выставляемые работы. Также Александр Соколов заявил в отношении выставки, «что сделал всё, что мог, чтобы она туда не поехала».
Куратор выставки Андрей Ерофеев прокомментировал причины раздражения официальных лиц следующим образом: «Налицо некомпетентность российской культурной администрации в области современного искусства. Непонимание ведёт за собой страх, а страх торопит руку снимать произведения безо всяких аргументов. Эти люди даже не знают, кто такие „Синие носы“ или Владислав Монро, что это знаменитые художники, хорошо известные за границей».
Владелец галереи «Maison rouge» Антуан де Гальбер (Antoine de Galbert) заявил, что «шокирован решением не выпускать те или иные работы».
Некоторые российские художники подвергли критике высказывания Соколова. Так, член-корреспондент Российской Академии художеств Айдан Салахова заявила «Я выступаю за свободу искусства. То, что делает сейчас министерство культуры и массовых коммуникаций, возмутительно. Это чудовищный антипиар России — страны, где чиновники пытаются определить, что считать искусством, а что нет. Это попытка вернуться к практике, распространенной в советское время».
Соавтор «Эры милосердия» Александр Шабуров прокомментировал дискуссию вокруг работы так : «Это всего лишь буквальные изображения разных клише». «Никакого отношения к геям наша фотография не имеет. Это доведенная до абсурда фантазия, что когда-нибудь все неожиданно станут добрыми и нежными».
Классик соц-арта художник Дмитрий Врубель заметил, что его собственная картина «Господи! Помоги мне выжить среди этой смертной любви» будет участвовать в выставке, несмотря на то, что она изображает поцелуй Леонида Ильича Брежнева и Эриха Хонеккера, и предположил, что выступление Александра Соколова поможет увеличить популярность выставки: «Вообще-то, все выступления подобного рода — это великолепная реклама. Для России такие заявления ничего не значат, а вот во Франции это будет самая популярная выставка, ведь она запрещена Минкультом России».
Народный художник СССР Александр Шилов поддержал Соколова, заявив, что тот правильно сделал, не пропустив картину на выставку, а картина «вызывает у людей отвращение и мерзость. Автор при помощи мастерства не смог привлечь внимание, поэтому идёт на чёрный пиар, лишь бы стать известным».
В связи с высказыванием  Соколова руководство Третьяковской галереи предъявило ему судебный иск, требуя защиты деловой репутации, в удовлетворении которого было отказано.
Выставка «Соц-Арт. Политическое искусство в России» в парижской галерее «Мезон Руж» была открыта для посетителей 21 октября 2007 года. В экспозиции не участвовали 19 ранее заявленных работ, включая «Эру милосердия». Тем не менее, работа была показана в Париже на проходившей одновременно с выставкой «Соц-арт» международной художественной ярмарке FIAC.
Как следствие этой скандальной популярности работа «Синих носов» «Целующиеся милиционеры» появилась на обложке журнала «АртХроника» , а также на обложках многих зарубежных журналов и книг. Сами «Синие носы» выступили ведущими церемонии награждения лауреатов «Премии Кандинского» 2007 года в выставочном центре «Винзавод», а одетые в милицейскую форму актёры воспроизвели сюжет фотографии на фоне цитаты Василия Кандинского «У каждого жеста может быть бесконечное количество интерпретаций» и выводили со сцены всех награждённых.